# 藤清光
藤 清光（とう せいこう）は、福岡県を拠点に活動する女性郷土料理研究家で、自称“ふるさと料理人”。

## 経歴
福岡市で寿司屋を営んでいた家に生まれる。高校卒業後、約15年家業を手伝いながら料理の基礎を学んだ。その後、独立して自分の弁当店を持った。
少子高齢化・人口の大都市一極集中の進行により、「ふるさとの味」が急速に失われていくことに危機感を覚え、1990年代以降は、食文化研究家の中山美鈴とともに全国を旅して回り、現地の人たちからその土地の郷土料理を学ぶ活動を始めた。NHKテレビへの出演を契機に店を閉め、以後はこの活動にほぼ専念。
現在は、郷土料理の掘り起こし・紹介と、それらをもとに編み出した創作料理の紹介を主な活動とする。

## 出演

### テレビ番組
特に記述が無いものはいずれもNHK福岡放送局制作。日付の無い番組は基本的に金曜日のレギュラー出演。時に下記の番組で自分の生い立ちを語ることもあった。
- ゆうどきワイド福岡（2003年度）
- 情報ワイド福岡いちばん星『藤清光のふるさとがうまい』（2004年度 - 2006年度）
- まるごと福岡トクテレ『藤清光のふるさと元気ごはん』（2007年度）
- 生中継 ふるさと一番!（2008年4月10日）
- 今日感テレビ 特集企画（2008年4月 - 、RKB毎日放送）
NHK福岡が夕方の自局番組を止めてからはRKBに移っている。不定期出演。
- NHK福岡80周年 でも、まいにち、新しい。（2010年12月4日）
開局80周年ということで、1日だけNHKに復活。山下信との名コンビもまた復活した。
- きん☆すた『いちおし食材・料理一本勝負!』（2011年4月 - ）

### ラジオ番組
- サンデースイングライフ（RKBラジオ）同番組内の「よかもんはよか！」のコーナー（10:40頃）にゲスト出演。

## 関係する人物
- 山下信
- 古賀千尋
- 有田雅明
- 西口久美子
- 川上政行
- 田中みずき
- ガレッジセール
- 三輪秀香

## 著書
- つくって食べたいふるさとおやつ
- 梅ぢから ―びん干し梅干しから梅酢みそまで
- 「にがい」がうまい ―まるごとあじわうゴーヤーの本 食べ方と育て方
- らっきょう三昧 ―生で、煮て、揚げて、炒めて